# بخش کشکوئیه
دهستان کشکوئیه یکی از روستاهای کوچک شهرستان رفسنجان استان کرمان ایران است.از جمله محصولات عمده ‌کشاورزی این روستای کوچک پسته می‌باشد. 

## تقسیمات کشوری

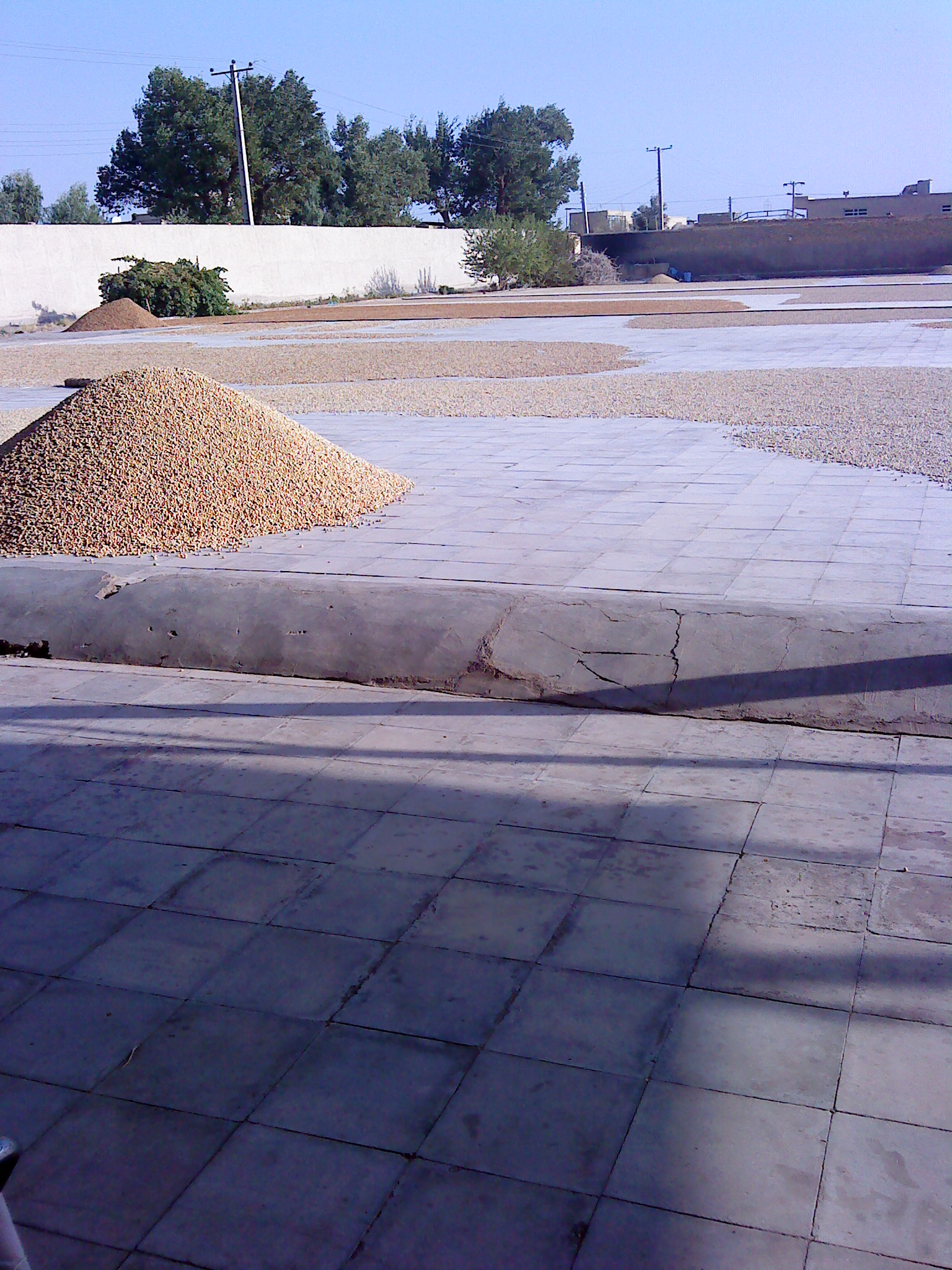
پسته کشکوییه

- بخش کشکوئیه
  - دهستان شریف‌آباد
  - دهستان کشکوئیه
  - دهستان راویز

شهر : کشکوئیه

## جمعیت
بنابر سرشماری مرکز آمار ایران، جمعیت روستای کشکوئیه شهرستان رفسنجان در سال ۱۳۹۵ برابر با ۲۲۲۵۳ نفر بوده است.